# Francois Pienaar
Pour les articles homonymes, voir Pienaar.

a Compétitions nationales et continentales officielles uniquement.

b Matchs officiels uniquement.
Dernière mise à jour le 23 janvier 2022.
Francois Pienaar (souvent écrit François Pienaar dans les médias francophones), né le 2 janvier 1967 à Vereeniging, est un joueur sud-africain de rugby à XV, évoluant au poste de troisième ligne aile (1,90 m pour 108 kg). Il est le capitaine emblématique de l'équipe d'Afrique du Sud lorsque celle-ci remporte la Coupe du monde de rugby en 1995. Il est membre du Temple international de la renommée du rugby depuis 2005.

## Carrière
Francois Pienaar intègre en 1989 l'équipe de la province du Transvaal. Après deux finales de la Currie Cup en 1991 et 1992, il remporte ce trophée en 1993 face au Natal Sharks. La même année, il gagne le Super 10, ancêtre du Super 15, et la Lion Cup. Ces bons résultats lui permettent d'obtenir sa première sélection en équipe d'Afrique du Sud, le 26 juin 1993 face à l'équipe de France. Pour ce baptême, il est même nommé capitaine des Springboks à la suite de la retraite de Naas Botha fin 1992. Malgré la victoire de la France dans cette tournée (un nul à Durban puis une victoire à Johannesbourg), il restera capitaine et assumera cette fonction lors de chacune de ses 29 sélections.
En 1994, le Transvaal remporte une nouvelle fois la Currie Cup et la Lion Cup. En mai et juin 1995, il participe à la Coupe du monde, à domicile, en Afrique du Sud. Après la victoire lors du match d'ouverture face à l'Australie (27-18), il est mis au repos cinq jours plus tard pour le match contre la Roumanie. Il joue et gagne le dernier match de poule face au Canada (20-0), le quart de finale face aux Samoa (42-14) et la demi-finale face à la France (19-15). Le 24 juin 1995, à Johannesbourg, l'équipe d'Afrique du Sud bat les All Blacks en finale sur le score de 15 à 12 et Francois Pienaar soulève la Coupe Webb Ellis remise par Nelson Mandela, avec le maillot n°6 du capitaine Springbok sur le dos. Un an plus tard, après les mauvais résultats lors du Tri-nations 1996, son éviction de l'équipe sud-africaine par l'entraîneur Andre Markgraaff déclenche une controverse nationale. 
Il part alors pour l'Angleterre et devient entraîneur-joueur pour les Saracens où il rejoint Philippe Sella, Kyran Bracken ou Michael Lynagh. En 1998, il gagne la Coupe d'Angleterre, alors appelée Pilkington Cup, et termine deuxième du championnat derrière les Newcastle Falcons. Troisième du championnat en 1999 puis quatrième en 2000, il met alors fin à sa carrière de joueur. Il devient président du club et reste entraineur mais, sans résultats, il quitte ces postes en 2002 et retourne en Afrique du Sud. 
En 2005, il devient membre du Temple international de la renommée du rugby.

## Biographie en livre et en film
Les relations entre Pienaar et Nelson Mandela ont été le sujet d'un livre de John Carlin, Playing the Enemy: Nelson Mandela and the Game that Made a Nation. Ce livre a été adapté en film par Clint Eastwood sous le nom d'Invictus. Morgan Freeman joue le rôle de Mandela et Matt Damon le rôle de Pienaar.

## Palmarès

### En club
- Vainqueur de la Currie Cup en 1993, 1994.
- Vainqueur du Super 10 : 1993
- Vainqueur de la Lion Cup en 1992, 1993, 1994.
- Vainqueur de la Coupe d'Angleterre en 1998.

### En équipe nationale
- 29 sélections (il est capitaine dès sa première sélection et le reste jusqu'à sa dernière apparition).
- 3 essais (15 points).
- Sélections par année : 7 en 1993, 8 en 1994, 9 en 1995, 5 en 1996.
- Vainqueur de la Coupe du monde 1995 en Afrique du Sud : 5 sélections (Australie, Canada, Samoa, France, Nouvelle-Zélande).

### Récompenses individuelles
En 2004, il a été élu 50e dans le Top 100 des plus grands Sud-Africains.